# Iain Cuthbertson
Iain Cuthbertson est un acteur, directeur de théâtre et metteur en scène écossais, né le 4 janvier 1930 à Glasgow (Écosse), où il est mort le 4 septembre 2009.

## Biographie
Après des études universitaires à Aberdeen (Écosse) et Glasgow, c'est dans cette dernière ville qu'Iain Cuthbertson débute au théâtre en 1955 (si l'on excepte sa participation à un spectacle étudiant en 1947), avant d'intégrer en 1958 la troupe du Citizens Theatre, toujours à Glasgow. En 1962, tout en poursuivant ses activités d'acteur, il obtient des responsabilités directoriales, incluant la mise en scène, au même Citizens Theatre, puis en 1965-1966, est directeur associé du Royal Court Theatre de Londres. Outre les pièces, majoritaires, il collabore également à des comédies musicales et, en 1975, à une production d'opéra (voir la rubrique "Théâtre" ci-dessous).
Par ailleurs, s'il participe à quelques films (britanniques, américains, ou coproductions) entre 1970 et 2003, il apparaît surtout à la télévision, dans des séries et téléfilms, la première fois en 1960, puis de 1966 à 2000.

## Filmographie partielle

### Cinéma
- 1970 : The Railway Children de Lionel Jeffries : Charles Waterbury
- 1988 : Gorilles dans la brume (Gorillas in the Mist : The Story of Dian Fossey) de Michael Apted : Dr Louis Leakey
- 1989 : Scandal de Michael Caton-Jones : Lord Hailsham
- 1991 : L'Âge de vivre (Let him have it) de Peter Medak : Sir David Maxwell Fyfe
- 1991 : Antonia et Jane (Antonia and Jane) de Beeban Kidron : Edgar
- 1998 : The Tichborne Claimant de David Yates : Dr McKechnie
- 2001 : Une star dans la mafia (Strictly Sinatra) de Peter Capaldi : Connolly

### Télévision

#### Séries télévisées, sauf mention contraire
- 1969 : Première série Chapeau melon et bottes de cuir (The Avengers) : Kruger (Saison 6, épisode 27: Haute Tension de Leslie Norman)
- 1970 : Département S : Kendall (épisode 25: Un jeune homme de 60 ans de Leslie Norman)
- 1971 - 1972 : Budgie : Charles Endell
- 1972 : Prince noir (The Adventures of Black Beauty) : Sergent-Major Fletcher (Saison 1, épisode 15: Le Sergent recruteur de Charles Crichton)
- 1973 : Arthur, roi des Celtes (Arthur of the Britons) : Bavick (Saison 2, épisode 9: La Fille du roi de Peter Sasdy)
- 1973 : Poigne de fer et séduction (The Protectors): Wyatt (Saison 2, épisode 10: Espionnage industriel de Cyril Frankel)
- 1973 - 1976 : Sutherland's Law : John Sutherland
- 1978 : Doctor Who : Garron (Saison 16, épisode 1 : « The Ribos Operation »)
- 1987 : The Venus de Milo Instead, téléfilm de Danny Boyle : le directeur
- 1990 : Inspecteur Morse (Inspector Morse) : Desmond McNutt (Saison 4, épisode 4 : Mystères maçonniques de Danny Boyle)
- 1993 : Hercule Poirot : Gervase Chevenix (saison 5, épisode 7 : Le Miroir du mort de Brian Farnham)
- 1994 : Headhunters, téléfilm de Simon Langton : Malcolm Standish
- 1994 : Seaforth : Lord Scawton (5 épisodes)
- 1995 : Casualty : Dermot Needle (1 épisode)
- 1997 : Painted Lady (en), téléfilm de Julian Jarrold : Charles Stafford
- 1999 : Casualty : Albert (2 épisodes)

## Théâtre (sélection)
Pièces au Citizens Theatre de Glasgow, sauf mention contraire

### Acteur
- 1947 : Hay Fever (en) de Noël Coward (production universitaire)
- 1956 : Un nommé Judas (A Man called Judas) de Pierre Bost et Claude-André Puget, adaptation de Ronald Duncan (en) (King's Theatre, Glasgow (en))
- 1958 :
  - La Chatte sur un toit brûlant (Cat on a Hot Tin Roof) de Tennessee Williams
  - Gay Landscape de George Munro
  - Summer of the Seventeenth Doll (en) de Ray Lawler
  - Truth to tell d'Alexander Scott
  - Look in the Looking Glass de Walter Macken (en)
  - Mrs. Gibbons' Boys (en) de Will Glickman (en) et Joseph Stein (en), avec Roy Kinnear
  - She stoops to conquer (en) d'Oliver Goldsmith
  - Dix petits nègres (And Then There Were None), adaptation par Agatha Christie de son roman éponyme, avec Roy Kinnear
  - La Cerisaie d'Anton Tchekhov, adaptation de John Gielgud (Citizens Theatre, Glasgow, puis Dundee Repertory Theatre, Dundee)
  - Les Sorcières de Salem (The Crucible) d'Arthur Miller, avec Roy Kinnear
- 1958 - 1959 : Clishmaclaver, comédie musicale, musique d'Arthur Blake, lyrics et livret de Ronald Emerson
- 1959 :
  - Un ennemi du peuple (An Enemy of the People) de Henrik Ibsen, adaptation d'Arthur Miller
  - Any Other Business de George Ross et Campbell Singer (en)
  - Fear came supper de Rosemary Anne Sisson
  - Gigi, adaptation d'Anita Loos, d'après le roman de même nom de Colette
  - Une Cadillac en or massif (The Solid Gold Cadillac) de George S. Kaufman et Howard Teichman
  - Under the Light de Iain Crawford
  - You never can tell (en) de George Bernard Shaw
  - Othello ou le Maure de Venise (Othello, the Moor of Venice) de William Shakespeare
  - The Baikie Charivari de James Bridie (Gateway Theatre, Édimbourg, puis Citizens Theatre, Glasgow)
  - The Great Sebastians de Russel Crouse et Howard Lindsay
  - The Kidders de Donald Ogden Stewart
  - The Lass wi' the Muckle Mou' d'Alexander Reid
  - The Quare Fellow (en) de Brendan Behan
  - The Roving Boy de Joe Corrie (en), avec Tom Conti
- 1959 - 1960 : Babity Bowster, comédie musicale, musique d'Arthur Blake et Kenneth Leslie Smith, lyrics d'Alan Melville et Ronald Emerson, livret de ce dernier
- 1960 : The Wallace de Sydney Goodsir Smith (en), avec Tom Conti (Édimbourg)
- 1961 :
  - Hedda Gabler de Henrik Ibsen, adaptation de Max Faber (Theatre Royal, Dumfries, puis Citizens Theatre, Glasgow)
  - The Slave of Truth, adaptation du Misanthrope de Molière (Festival Theatre, Pitlochry, puis Falcon Theatre, Glasgow)
  - La Cuisine des anges (en) (My Three Angels) d'Albert Husson, adaptation de Bella et Sam Spewack (Gateway Theatre, Édimbourg)
- 1961 - 1962 : L'Île au trésor (Treasure Island), adaptation de John S. Foggo, d'après le roman éponyme de Robert Louis Stevenson (Falcon Theatre, Glasgow)
- 1963 : La Danse du sergent Musgrave (en) (Serjeant Musgrave's Dance) de John Arden
- 1964 : Armstrong's Last Goodnight de John Arden
- 1975 : Ariadne auf Naxos, opéra, musique de Richard Strauss, livret de Hugo von Hofmannsthal, avec Janet Baker, Graham Clark, Colin Blakely, direction musicale Norman Del Mar (production du Scottish Opera, au Theatre Royal, Glasgow (en), reprise en 1977)
- 1981 : The Caine Mutiny Court-Martial d'Herman Wouk (King's Theatre, Glasgow)

### Metteur en scène
- 1962 :
  - Mort d'un commis voyageur (Death of a Salesman) d'Arthur Miller
  - Soudain l'été dernier (Suddenly Last Summer) de Tennessee Williams
  - The Gentle Shepherd (en) d'Allan Ramsay, avec Tom Conti
- 1963 : Macbeth de William Shakespeare
- 1964 :
  - Battle Royal de Bruce E. Baillie
  - A Sleeping Clergyman (en) de James Bridie
  - La Rechute ou la Vertu en danger (The Relapse, or Virtue in Danger) de John Vanbrugh
- 1965 : The Poker Session de Hugh Leonard
- 1966 : Ubu roi d'Alfred Jarry (Royal Court Theatre, Londres)
- 1967 : La Ruse du petit maître (The Beaux' Stratagem) de George Farguhar